# 中东地区战争列表
中東地區戰爭是指发生在埃及、阿拉伯和伊朗的战争。

## 古代
- 古代埃及與西臺戰爭：
  - 卡迭石戰役
- 波希戰爭：
  - 溫泉關戰役
  - 馬拉松戰役
  - 薩拉米灣海戰
  - 普拉提亞戰役
- 亞歷山大東征：
  - 入侵巴比倫

## 中古
- 十字軍東征：
  - 怛羅斯戰役
  - 蒙吉薩戰役
  - 哈丁戰役
- 蒙古西征：
  - 阿音札魯特戰役
- 土耳其：
  - 安卡拉戰役

## 近代
- 俄土戰爭：
  - 俄土戰爭
  - 第一次中東戰爭

## 現代
- 中東戰爭：
  - 兩伊戰爭
  - 波斯灣戰爭
- 美國-阿富汗戰爭
- 美伊戰爭
- 蘇聯入侵阿富汗戰爭
- 土耳其政變
- 敘利亞內戰